# Недерхорст, Гузье
Гу́зье Ба́рбара Августи́н Не́дерхорст (нидерл. Guusje Barbara Augustine Nederhorst; род. 4 февраля 1969 года, Амстердам, Северная Голландия, Нидерланды — ум. 29 января 2004 года, Гаага, Южная Голландия, Нидерланды) — нидерландская актриса, певица, автор песен и писательница.

## Биография

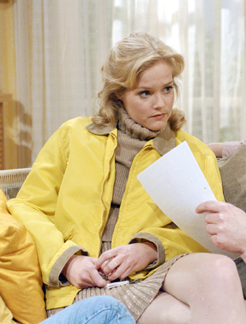
Гузье Недерхорст в роли Рос Албертс-де Ягер (1995)

Гузье Барбара Августин Недерхорст родилась 4 февраля 1969 года в Амстердаме (Северная Голландия, Нидерланды).
В 1991 году она начала кинокарьеру. Прославилась с ролью Рос Албертс-де Ягер из сериала «Хорошие времена, плохие времена», в котором снималась в 1992—2000 года.
В 1995 году она также начала карьеру, как певица и автор песен. Одна из её первых песен «Ademnood» стала хитом, последующие её песни также имели успех, Гузье писала много песен для детей.
В 2003 году она решила попробовать себя в качестве детской писательницы. За несколько месяцев до смерти она была занята написанием книги, которую также планировалась к выпуску на компакт-диске.
Гузье Недерхорст была дважды замужем, имела одного ребёнка. В июле 1998 года она вышла замуж за адвоката Сандера Дикхоффа, этот брак закончился разводом. 17 сентября 2003 года в Лас-Вегасе она вышла замуж во второй раз за певца Динанда Вустхоффа, к тому времени у пары уже был сын — Дин Мэдди (29.06.03). 
Вскоре после рождения сына Гузье узнала, что она больна раком молочной железы. Девушка скончалась от этой болезни 29 января 2004 года и была похоронена 4 февраля 2004 года, в день, когда ей исполнилось бы 35 лет. На похоронах присутствовали такие знаменитости и друзья умершей, как: Джонни де Мол, Катя Схюрман, Крис Зегерс, Венди ван Дейк.